# Phil Murphy
Phil Murphy (hay Philip Dunton Murphy, sinh ngày 16 tháng 8 năm 1957), người Mỹ gốc Ireland, là một nhà tài chính, nhà ngoại giao, nhà thiện nguyện và chính trị gia Hoa Kỳ. Ông hiện là Thống đốc thứ 56 của tiểu bang New Jersey kể từ tháng 1 năm 2018. Ông nguyên là Chủ tịch Hiệp hội Thống đốc Dân chủ năm 2019 – 2020; Đại sứ Hoa Kỳ tại Đức từ năm 2009 đến năm 2013 dưới thời Tổng thống Barack Obama, đã xử lý sự cố quốc tế từ vụ rò rỉ điện tín ngoại giao của Hoa Kỳ trong giai đoạn này; nguyên là Chủ tịch Tài chính của Ủy ban Toàn quốc Đảng Dân chủ vào giữa cuối những năm 2000 dưới thời Howard Dean. Trong khi lên kế hoạch tranh cử Thống đốc, Philip Murphy và vợ Tammy Snyder Murphy đã thành lập New Start New Jersey, một tổ chức tiến bộ nhằm tăng cường khả năng hiển thị chính trị của ông trong tiểu bang. New Start Jersey hoạt động từ tháng 11 năm 2014 đến ngày 31 tháng 12 năm 2017. Ông đã đánh bại Phó Thống đốc Kim Guadagno trong cuộc bầu cử thống đốc năm 2017.
Phil Murphy là Đảng viên Đảng Dân chủ, học vị Thạc sĩ Quản trị kinh doanh, chính trị gia tự do. Về kinh doanh tài chính, ông đã có 23 năm sự nghiệp tại Goldman Sachs, nơi ông từng giữ nhiều vị trí cấp cao và tích lũy được khối tài sản đáng kể trước khi nghỉ hưu vào năm 2006. Bên cạnh đó, ông tham gia vào nhiều tổ chức dân sự và hoạt động thiện nguyện trong xã hội.

## Xuất thân và giáo dục
Phil Murphy sinh ngày 16 tháng 8 năm 1957 ra ở thị trấn Needham, quận Norfolk, Massachusetts, Hoa Kỳ, tên khai sinh là Philip Dunton Murphy, lớn lên ở Needham và Newton gần đó, là con trai của Dorothy Louise (Dunton) và Walter F. Murphy. Gia đình ông là tầng lớp trung lưu trong cộng đồng, người Mỹ gốc Ireland, ông là thế hệ thứ ba. Theo hồi ức của ông, mẹ ông là một thư ký và bố ông là một học sinh trung học bỏ học, người đã từng làm nhiều loại công việc trong xã hội như quản lý cửa hàng rượu, người hộ tang được trả lương, sống bằng tiền lương qua ngày. Cả bố và mẹ của ông đều là những người ủng hộ nhiệt tình của John F. Kennedy và tình nguyện tham gia chiến dịch tranh cử của ông trong cuộc bầu cử Thượng viện Hoa Kỳ năm 1952 tại Massachusetts. Ông theo học phổ thông tại quê nhà, từng chơi bóng đá khi còn là một cậu bé, một niềm yêu thích vẫn luôn có trong cuộc sống sau này. Trong gia đình, mẹ ông rất tin tưởng vào tầm quan trọng của giáo dục, ông và ba người anh chị đều đạt được bằng đại học.
Phil Murphy tốt nghiệp Trường Trung học Needham vào năm 1975 cùng với Charlie Baker, người về sau là Thống đốc Massachusetts. Sau đó, ông theo học Đại học Harvard cùng Charlie Baker, tốt nghiệp năm 1979 với bằng Cử nhân Nghệ thuật chuyên ngành Kinh tế. Tại Harvard, ông từng tham gia hoạt động âm nhạc với tư cách một nghệ sĩ biểu diễn nhạc kịch chuyên nghiệp và được bầu làm Chủ tịch của Hasty Pudding Theatricals, một hội sinh viên sân khấu. Sau nghi tốt nghiệp Harvard, ông tới Pennsylvania, theo học tại Trường Wharton của Đại học Pennsylvania, nhận bằng MBA năm 1983.

## Sự nghiệp

### Kinh doanh và tài chính

#### Hồ sơ cá nhân
Hồ sơ cá nhân của Phil Murphy được đánh giá từ khi ông bắt đầu tham gia chính trường. Vị trí của ông tại Goldman Sachs khi công ty này IPO đã đưa giá trị tài sản ròng của ông lên trên 50 triệu USD. Theo một ước tính được báo cáo trên tờ Der Spiegel vào năm 2009, khối tài sản của ông sau khi rời công ty vào khoảng vài trăm triệu USD. Ông chuyển đến thị trấn Middletown, New Jersey vào cuối những năm 1990, sống cùng đình sống trong một điền trang ven sông với hóa đơn thuế tài sản hàng năm 200.000 USD. Ông cũng sở hữu nhà ở Berlin và Ý. Vào năm 2016, khi bắt đầu chiến dịch tranh cử, ông đã công bố bản khai thuế liên bang trong năm năm. Năm 2014, ông kiếm được khoảng 6,0 triệu USD, trả khoảng 2,0 triệu USD tiền thuế với mức thuế hiệu dụng là 34%, và trực tiếp hoặc gián tiếp quyên góp 24% thu nhập của mình cho tổ chức từ thiện. Lợi nhuận của các năm khác cho thấy thuế suất thực tế của ông nằm trong khoảng từ 32% đến 39%. Các khoản quyên góp từ thiện của ông trong năm năm này trung bình khoảng 980.000 USD/một năm. Do sự giàu có và tính chất phức tạp của tài sản của mình, hồ sơ thuế liên bang của ông đã được biết là dài hơn 300 trang.

#### Tài chính doanh nghiệp
| “                                                      | Hai người có thể không thích nhau và không thể làm việc cùng nhau. Không thích lẫn nhau là vấn đề của họ. Tôi không để nó trở thành của tôi. Tôi sẽ là người đứng giữa và ba chúng tôi có thể tìm ra thứ mà mọi người đều hài lòng. | ” |
| —Phil Murphy, trả lời về công việc tài chính của mình. | |   |

Phil Murphy bắt đầu sự nghiệp của mình với vị trí thực tập cộng tác vào mùa hè tại Goldman Sachs ở thành phố New York vào năm 1982, trước nghi tốt nghiệp MBA năm 1983. Ông được thuê sau làm việc chính thức khi tốt nghiệp năm 1983. Trong quá trình làm việc, ông thăng hạng nhanh chóng, sau này cho rằng thành công đó là nhờ vào khả năng giao dịch. Từ năm 1993 đến năm 1997, ông đứng đầu văn phòng ở Frankfurt của hãng, mở rộng kinh doanh của hãng sang Đức, Thụy Sĩ và Áo, cũng như trong các nền kinh tế mới nổi sau Hiệp ước Warsaw ở Trung Âu. Với vai trò này, ông đã tham gia vào một số giao dịch với cơ quan Treuhandanstalt của Chính phủ Đức, với mục đích là tiến hành tư nhân hóa các doanh nghiệp nhà nước trước đây nằm trong ranh giới của Đông Đức không còn tồn tại. Ông cũng hoạt động trong tổ chức Atlantik-Brücke, bao gồm cả việc đồng sáng lập Hội đồng Cố vấn Quốc tế của tổ chức này.
Từ năm 1997 đến 1999, Phil Murphy là Chủ tịch của Goldman Sachs Châu Á. Với tư cách đó, ông làm việc tại Hồng Kông. Trong thời gian này, Goldman Sachs thu được lợi nhuận từ khoản đầu tư vào Yue Yuen Industrial Holdings, một nhà sản xuất giày đã trở nên nổi tiếng với các hoạt động lao động khắc nghiệt. Khoản đầu tư 55 triệu USD được thực hiện vào năm trước khi ông đảm nhận vị trí châu Á. Năm 1998, ông nói với The Wall Street Journal rằng Chúng tôi [ở Goldman Sachs] là những người tinh nhuệ theo nghĩa Thủy quân lục chiến là tinh nhuệ. Năm 1999, ông trở thành một thành viên trong Ủy ban quản lý của tập đoàn. Ở đó, các đồng nghiệp của ông bao gồm Hank Paulson và Gary Cohn, cả hai về đều phục vụ ở các cấp cao của Chính phủ Liên bang.
Năm 2001, Phil Murphy trở thành Đồng Giám đốc toàn cầu của Bộ phận Quản lý Đầu tư của công ty. Đơn vị này giám sát các khoản đầu tư vào quỹ, lương hưu, quỹ đầu cơ, và các nhân vật giàu có, và đến năm 2003 đã tích lũy được 373 tỷ USD nắm giữ. Đặc biệt, quỹ phòng hộ nhận được các khoản tín dụng lớn từ đơn vị của ông. Một sáng kiến khác của công ty ông đã giúp thực hiện là đơn vị kinh doanh chính ở các thị trường mới nổi trong khu vực EMEA. Năm 2003, ông kết thúc hoạt động thường nhật tại công ty và ông trở thành Giám đốc cấp cao của hãng, rồi nghỉ hưu vào năm 2005 – 2006, sau 23 năm làm việc tại Goldman Sachs.

#### Tài chính chính trị

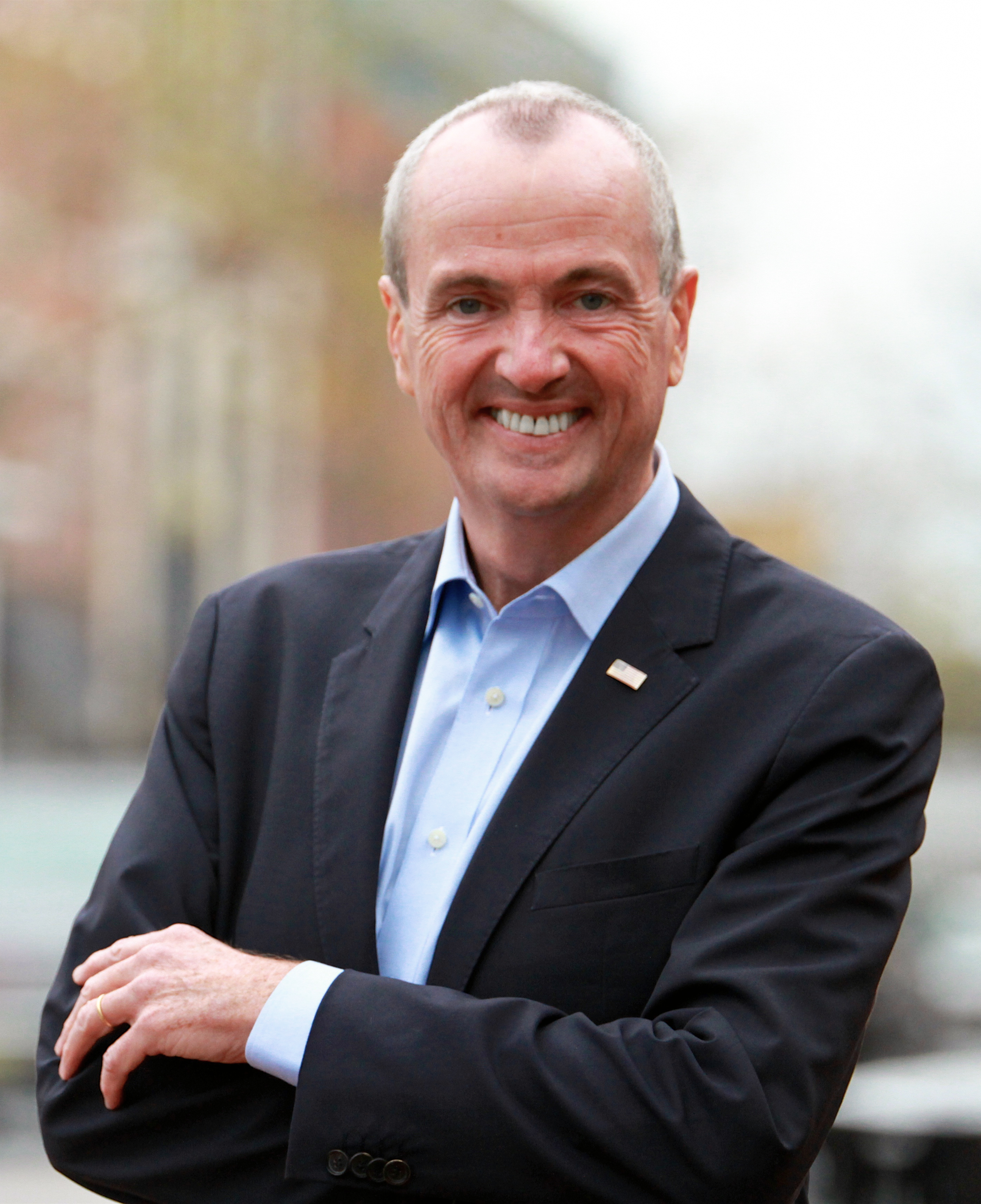
Phil Murphy năm 2015.

Sau khi rời Goldman Sachs, Phil Murphy giữ chức Chủ tịch Tài chính Ủy ban Toàn quốc Đảng Dân chủ (DNC) từ năm 2006 đến 2009, nơi ông làm việc với Chủ tịch DNC Howard Dean. Giai đoạn này, ông đồng ý với tầm nhìn của Howard Dean đối với đảng cũng như kỷ luật nhiệm vụ, và hai người trở thành bạn thân. Ông là người đã tài trợ cho Chiến lược 50 bang (Fifty-state strategy) của Howard Dean. Chiến lược này đã bị phản đối bởi các Đảng viên Đảng Dân chủ trong Quốc hội như Charles Schumer và Rahm Emanuel. Cựu đồng nghiệp của Goldman Sachs và Bộ trưởng Ngân khố Hoa Kỳ Robert Rubin nói về khả năng của Phil Murphy trong việc đảm nhận vị trí mới, rằng "Ông ấy có chuyên môn kỹ thuật rất đáng kể từ công việc tài chính doanh nghiệp của mình, nhưng anh ấy kết hợp điều đó với một cơ sở vật chất tuyệt vời để giao dịch với mọi người". Còn Howard Dean sau đó nói rằng Phil Murphy đã học rất rõ bài học mà không phải tất cả những nhân vật thương mại sang chính trường đều hiểu được, rằng trong kinh doanh bạn có thể ra lệnh cho mọi người làm mọi thứ, nhưng trong chính trị mọi thứ không bao giờ đơn giản như vậy.
Trong năm đầu tiên của mình, Phil Murphy tập trung vào việc quyên góp từ các mối quan hệ của ông từ những năm đại học của mình và Goldman Sachs; trong năm đó, ông đã giảm đáng kể khoảng cách của DNC với Ủy ban Toàn quốc Đảng Cộng hòa. Tổng cộng, ông đã huy động được 300 triệu USD cho DNC, bản thân ông cũng là một nhà tài trợ lớn cho các ứng cử viên Đảng Dân chủ, mang lại cho họ gần 1,5 triệu USD vào năm 2009. Trong quá trình tranh cãi nóng bỏng về năm 2008 trong bầu cử sơ bộ của Đảng Dân chủ, ông là một siêu đại biểu Đại hội Dân chủ.

### Đại sứ Hoa Kỳ tại Đức

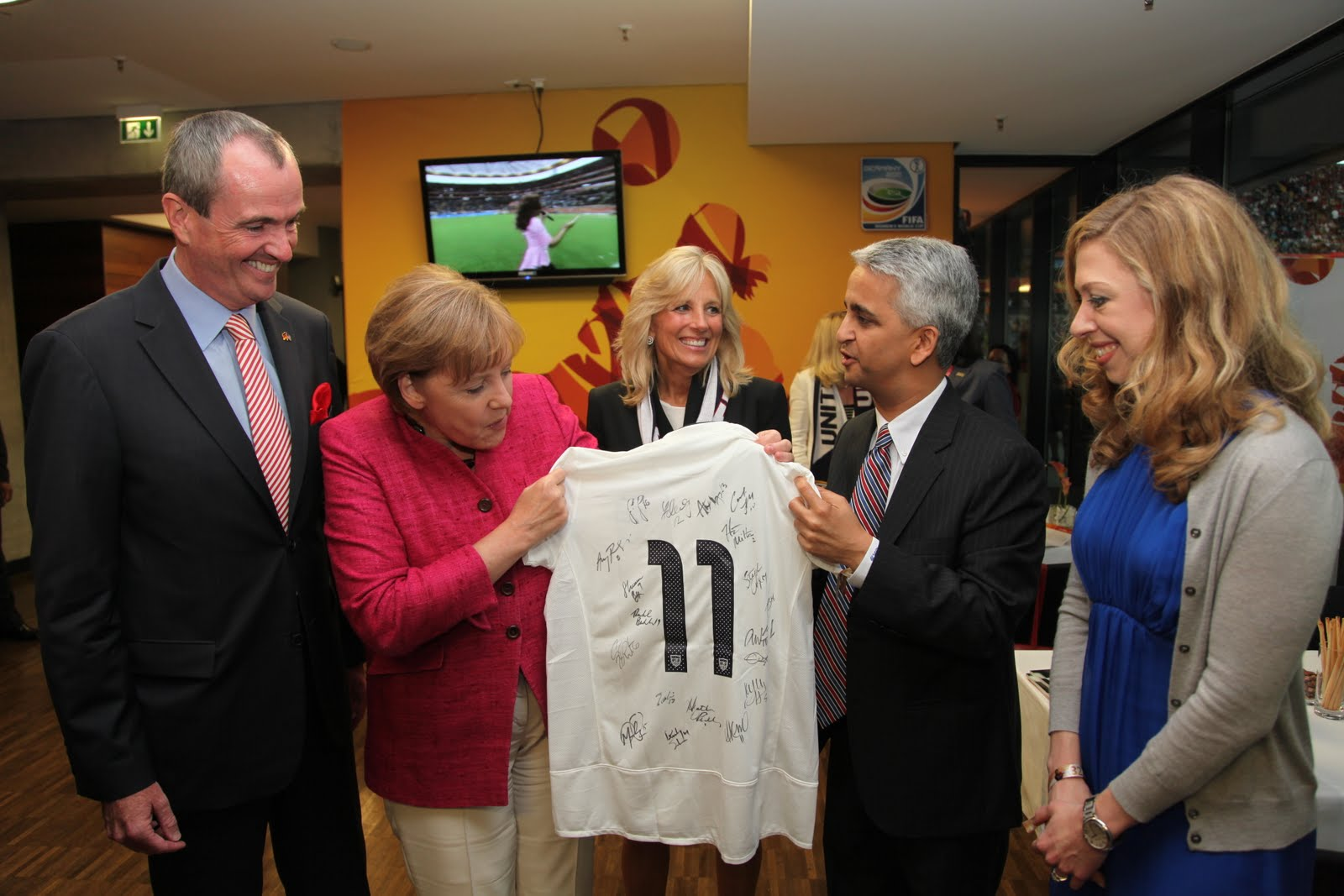
Phil Murphy và Thủ tướng Đức Angela Merkel năm 2011.

Phil Murphy từng là Đại sứ Hoa Kỳ tại Đức dưới thời Tổng thống Barack Obama từ năm 2009 đến năm 2013. Cựu Đại sứ Hoa Kỳ John Kornblum ủng hộ sự lựa chọn này của Barack Obama, nói rằng, Murphy đã tham gia vào mối quan hệ Đức và Mỹ trong nhiều năm, là một lựa chọn tốt. Một thỏa thuận ngoại giao đã được ban hành, và Barack Obama chính thức đề cử ông đến vị trí vào ngày 09, được Thượng viện Hoa Kỳ phê chuẩn, và ông cùng gia đình tới Berlin vào ngày 21 tháng 8, trên một chiếc máy bay phản lực đắc tiền Gulfstream V. Thủ tướng Merkel coi đó là bằng chứng về việc các Tổng thống đã trao tặng vị trí đại sứ cho các nhà tài trợ giàu có. Phil Murphy đã gặp gỡ Tổng thống Đức Horst Koehler vào ngày 03 tháng 9, bắt đầu nhiệm kỳ ngoại giao.
Trong nhiệm kỳ của mình, Phil Murphy đã thúc đẩy thương mại Mỹ và tập trung vào việc thu hút giới trẻ Đức thông qua các cuộc họp ở tòa thị chính, các chương trình trao đổi và truyền thông xã hội. Năm 2010, vụ rò rỉ điện tín ngoại giao của Hoa Kỳ được WikiLeaks công bố, chứa những tuyên bố tiêu cực mà Phil Murphy đã ký về các chính trị gia cấp cao của Đức, bao gồm nhận xét của ông rằng bà Merkel không vững chắc và nhận xét bất lợi của nhân viên đại sứ quán về Guido Westerwelle, Ngoại trưởng Đức. Một số quan chức Đức bày tỏ mong muốn Phil Murphy được thu hồi. Đáp lại, ông đã xuất hiện trên các kênh truyền hình của Đức như ZDF trong một nỗ lực kiểm soát vấn đề. Vào ngày 05 tháng 12, ông đã xin lỗi về sự cố rò rỉ trong Welt am Sonntag. Sau đó, ông nói rằng tình tiết vô cùng khó xử và đáng xấu hổ nhưng hai nước đã vượt qua nó và cuối cùng thì mối quan hệ Đức và Mỹ đã bền chặt hơn bao giờ hết.

### Chính trường New Jersey
Năm 2013, Phil Murphy kết thúc nhiệm kỳ Đại sứ, trở về New Jersey. Ông đã được đề cập đến như một ứng cử viên tiềm năng trong cuộc bầu cử Thống đốc bang New Jersey năm 2013, nhưng đã không tranh cử. Thay vào đó, khi trở về Hoa Kỳ, ông quay trở lại Murphy Endeavors LLC, một công ty tư vấn quản lý kinh doanh do ông làm giám đốc, có văn phòng tại Red Bank, New Jersey. Ông cũng đã có những bài phát biểu về những trải nghiệm của mình ở Đức, đặc biệt là liên quan đến lễ kỷ niệm 25 năm Bức tường Berlin sụp đổ.
Vào năm 2014, Phil Murphy đã thành lập New Start New Jersey, một tổ chức tư vấn chính sách tiến bộ phi lợi nhuận, đã tổ chức một số sự kiện xung quanh New Jersey. Vợ ông là đồng sáng lập, chủ tịch và thư ký. Tổ chức cho biết họ không tán thành hay tài trợ cho các ứng cử viên chính trị. Các sự kiện của tổ chức có sự xuất hiện của ca sĩ Jon Bon Jovi, một trong những mục tiêu của nó là giúp những người lao động bị thuyên chuyển trở lại lực lượng lao động. Vào tháng 9 năm 2015, ông đã thành lập một tổ chức tiến bộ có tên là New Way cho New Jersey, khuyến khích các Đảng viên Dân chủ ký vào bản kiến nghị chỉ trích Thống đốc đương nhiệm Chris Christie. Không giống như New Start New Jersey, New Way cho New Jersey là một tổ chức chính trị rõ ràng.

## Hoạt động thiện nguyện và xã hội

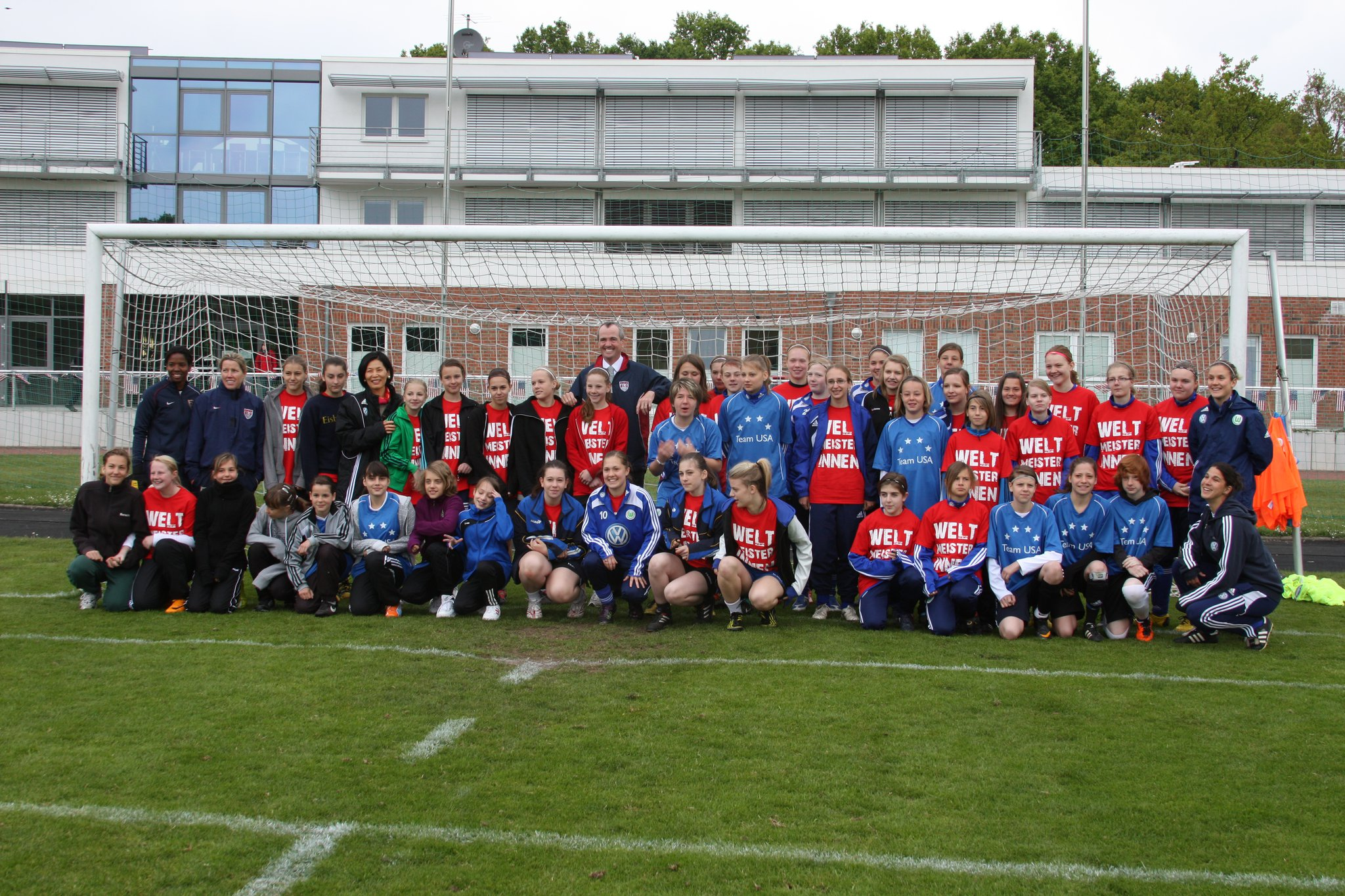
Phil Murphy thăm đội bóng nữ địa phương.

Phil Murphy tích cực tham gia các hoạt động xã hội trong nhiều năm. Ông đã được bổ nhiệm vào các hội đồng hoặc ủy ban của các nhóm dân sự hoặc từ thiện khác nhau. Trong số này có NAACP, Công ty hỗ trợ các sáng kiến địa phương, Trung tâm vì sự tiến bộ của Mỹ, hãng 180 Turning Lives Around, và một số chương trình của Đại học Pennsylvania như Chương trình Huntsman về Nghiên cứu và Kinh doanh Quốc tế và Trường Wharton, Cao học Điều hành và Chương trình Châu Á. Các tổ chức khác bao gồm Goldman Sachs Foundation, Investment Company Institute, và Prosperity New Jersey. Ông từng là Đại nguyên soái (grand marshal) của Lễ diễu hành Ngày Thánh Patriciô ở Rumson, New Jersey trong nhiều lần. Ông đã giúp lãnh đạo các tổ chức từ thiện địa phương hỗ trợ thanh thiếu niên gặp khó khăn và những nạn nhân bị lạm dụng trong gia đình. Ông và vợ đã thành lập 2nd Floor, một đường dây liên lạc trợ giúp dành cho thanh thiếu niên ở New Jersey, đã nhận được 700.000 cuộc gọi vào năm 2015 và điều đó đã giúp cứu sống nhiều người.
Năm 2004, 2005, Phil Murphy đồng chủ trì một lực lượng đặc nhiệm quốc gia về giáo dục công lập thế kỷ 21 cho Trung tâm Tiến bộ Hoa Kỳ, cùng các đồng chủ tịch là Thống đốc bang Arizona Janet Napolitano, nhân vật dân quyền và học thuật Roger Wilkins. Khoảng thời gian sống ở Đức của gia đình ông khiến họ đều đam mê bóng đá. Ông đã phục vụ trong hội đồng của US Soccer Foundation và Ủy ban World Cup của Liên đoàn bóng đá Hoa Kỳ tranh cử cho tổ chức năm 2018 và 2022. Ông sở hữu cổ phần của câu lạc bộ bóng đá nữ chuyên nghiệp New Jersey Sky Blue FC. Ông nói rằng ông biết câu lạc bộ là một liên doanh thua lỗ nhưng ông muốn cho con gái chơi bóng đá của mình thấy rằng bóng đá chuyên nghiệp nữ có thể tồn tại ở Hoa Kỳ.

## Thống đốc New Jersey

### Tranh cử

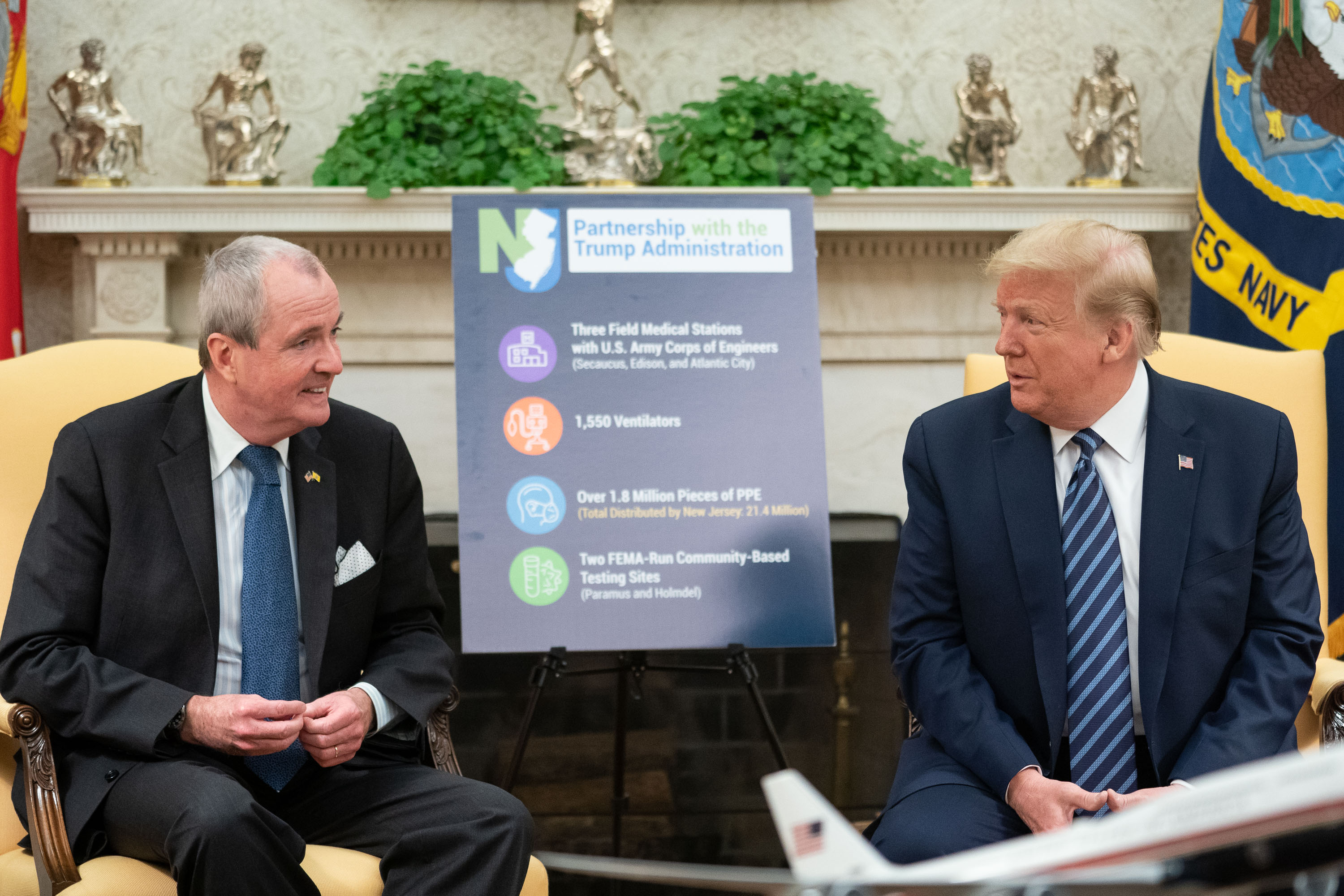
Phil Murphy và Tổng thống Donald Trump năm 2020.

Vào tháng 5 năm 2016, Phil Murphy thông báo ứng cử cho sự đề cử của Đảng Dân chủ trong cuộc bầu cử Thống đốc New Jersey năm 2017. Ông trở thành ứng cử viên được công bố đầu tiên của cuộc đua. Ông tuyên bố tranh cử Thống đốc bởi vì New Jersey rất cần sự lãnh đạo của người theo dân túy. Thông báo sớm này được xem bất thường. So sánh với cựu Thống đốc Jon Corzine, một cựu Giám đốc điều hành Goldman Sachs giàu có khác, đây là một thách thức mà ông phải đối mặt. Phil Murphy cũng bắt đầu chiến dịch với ít tên tuổi. Các đối thủ nội bộ Dân chủ của ông là Thị trưởng thành phố Jersey Steven Fulop, Dân biểu John Wisniewski của Sayreville, Thượng nghị sĩ bang Raymond Lesniak, và Chủ tịch Thượng viện bang Stephen M. Sweeney của hạt Gloucester thường được nhắc đến trên các phương tiện truyền thông báo chí cùng với các ứng cử viên khác. Vào tháng 1 năm 2017, Phil Murphy đã được hai Thượng nghị sĩ Hoa Kỳ từ New Jersey là Bob Menendez và Cory Booker tán thành, ông cũng nhận được sự tán thành của tất cả 21 tổ chức đảng của quận. Vào ngày 06 tháng 6 năm 2017, ông đã giành chiến thắng trong cuộc bầu cử sơ bộ nội bộ Dân chủ với 48% phiếu bầu. Johnson và Wisniewski đứng thứ hai và thứ ba với 22% mỗi người.
Phil Murphy đối mặt với Kim Guadagno, ứng cử viên của Đảng Cộng hòa, trong cuộc tổng tuyển cử vào tháng 11. Trong chiến dịch tranh cử này, Kim Guadagno thể hiện là một người ôn hòa, cố gắng tránh liên kết với cả Chris Christie, người có xếp hạng chấp thuận thấp kỷ lục cho một Thống đốc và Tổng thống Donald Trump. Thay vào đó, bà tập trung vào nền tảng Goldman Sachs của Phil Murphy. Vào ngày 26 tháng 7, Phil Murphy đã công bố Dân biểu và Diễn giả Emerita Sheila Oliver là người đồng hành tranh cử cùng ông. Ông đã giành chiến thắng trong tổng tuyển cử với tỷ lệ 56,03–41,89%.

### Nhiệm kỳ
Phil Murphy tuyên thệ nhậm chức Thống đốc New Jersey vào ngày 16 tháng 1 năm 2018. Trong nhiệm kỳ của mình, ông đã thực hiện nhiều chính sách trong đa dạng lĩnh vực. Có thể kể tới: Ngân hàng tiểu bang, ông đề xuất một ngân hàng đầu tư toàn tiểu bang theo phong cách North Dakota như một cách thúc đẩy nền kinh tế New Jersey. Ngân hàng sẽ cung cấp các khoản vay không chỉ cho các doanh nghiệp mà còn cho cả sinh viên đại học. Hơn nữa, nó sẽ có tác dụng loại bỏ các công ty Phố Wall. Về cần sa: ông ủng hộ việc hợp pháp hóa cần sa giải trí ở New Jersey. Về mức lương tối thiểu: ông ủng hộ quan điểm về mức lương tối thiểu 15 USD. Ông cũng ủng hộ các chế độ nghỉ ốm được đảm bảo có lương ở New Jersey. Về biện pháp khắc phục của nhà ở giá cả phải chăng, nhà xây dựng: ông đề xuất một giải pháp không đòi hỏi phải xây dựng nhiều hơn. Ông nói: Với những khoản đầu tư thông minh, chúng tôi có thể tạo ra hàng nghìn đơn vị nhà ở giá rẻ rất cần thiết mà không cần xây thêm một tòa nhà mới.

## Lịch sử tranh cử
Tính đến 2021, Phil Murphy mới chỉ tham gia một kỳ bầu cử duy nhất là tổng tuyển cử Thống đốc New Jersey năm 2017 và giành chiến thắng.
| Đảng          | Đảng          | Thành viên         | Phiếu bầu | %     |
| ------------- | ------------- | ------------------ | --------- | ----- |
|               | Dân chủ       | Phil Murphy        | 243,643   | 48,37 |
|               | Dân chủ       | Jim Johnson        | 110,250   | 21,89 |
|               | Dân chủ       | John S. Wisniewski | 108,532   | 21,55 |
|               | Dân chủ       | Raymond J. Lesniak | 24,318    | 4,83  |
|               | Dân chủ       | William Brennan    | 11,263    | 2,24  |
|               | Dân chủ       | Mark Zinna         | 5,213     | 1,03  |
|               | Dân chủ       | Write-In           | 463       | 0,09  |
| Tổng số phiếu | Tổng số phiếu | Tổng số phiếu      | 503,682   | 100   |

| Tổng tuyển cử Thống đốc New Jersey 2017 | Tổng tuyển cử Thống đốc New Jersey 2017 | Tổng tuyển cử Thống đốc New Jersey 2017 | Tổng tuyển cử Thống đốc New Jersey 2017 | Tổng tuyển cử Thống đốc New Jersey 2017 | Tổng tuyển cử Thống đốc New Jersey 2017 |
| Đảng                                    | Đảng                                    | Ứng cử viên                             | Số phiếu                                | %                                       | ±                                       |
| --------------------------------------- | --------------------------------------- | --------------------------------------- | --------------------------------------- | --------------------------------------- | --------------------------------------- |
|                                         | Dân chủ                                 | Phil Murphy                             | 1.203.110                               | 56.03%                                  | +17,84%                                 |
|                                         | Cộng hòa                                | Kim Guadagno                            | 899.583                                 | 41,89%                                  | –18,41%                                 |
|                                         | Reduce Property Taxes                   | Gina Genovese                           | 12.294                                  | 0,57%                                   | N/A                                     |
|                                         | Tự do                                   | Peter J. Rohrman                        | 10.531                                  | 0,49%                                   | –0,08%                                  |
|                                         | We The People                           | Vincent Ross                            | 4.980                                   | 0.23%                                   | N/A                                     |
| Tổng số phiếu                           | Tổng số phiếu                           | Tổng số phiếu                           | 2.147.415                               | 100.00%                                 |                                         |
|                                         | Dân chủ đánh bại Cộng hòa               | Dân chủ đánh bại Cộng hòa               | Swing                                   |                                         |                                         |

## Đời tư

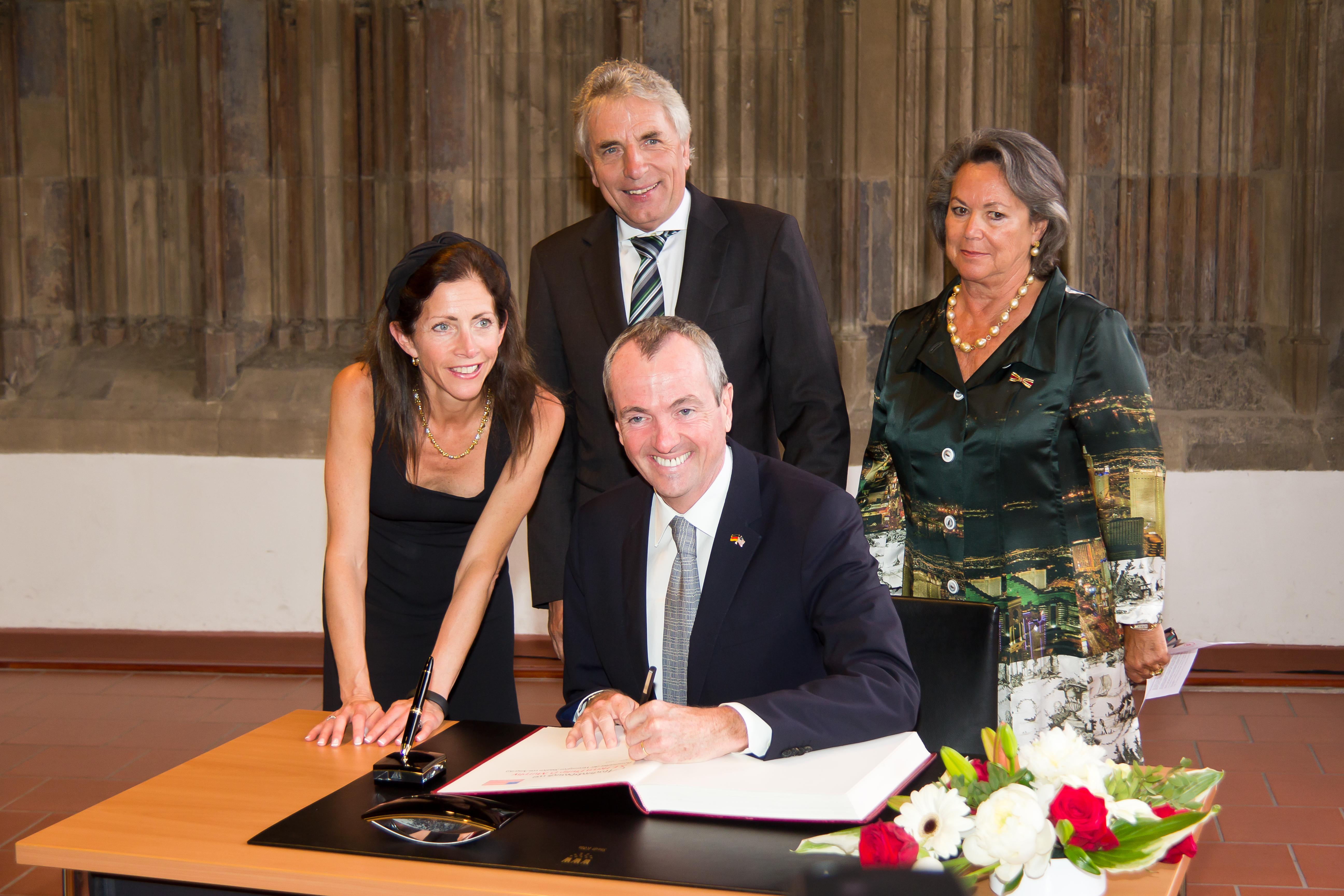
Vợ chồng Murphy (bên trái) năm 2013.

Năm 1987, trong những năm hoạt động về đầu tư, Phil Murphy gặp Tammy Snyder lần đầu tiên khi cả hai cùng làm việc tại Goldman Sachs, nhưng Murphy ban đầu là đồng nghiệp thông thường trong suốt bảy năm. Cuối cùng, đến năm 1993, ông lần đầu tiên hẹn hò với bà, và mọi thứ tiến triển nhanh chóng: họ đính hôn 18 ngày sau đó và kết hôn trong vòng sáu tháng vào năm 1994. Hai vợ chồng có bốn người con, ba con trai và một con gái là Emmanuelle Medway Murphy, Sam Murphy, Josh Murphy và Charles Dunton Murphy, sống ở quận Monmouth ở New Jersey. Những đứa trẻ đã được học tại Rumson Country Day School và Phillips Academy. Tammy Snyder Murphy đã đảm nhiệm nhiều vị trí tài chính, dân sự và chính trị cũng như là một người nội trợ trong gia đình.
Vào ngày 18 tháng 6 năm 2018, NJ.com đã đăng một câu chuyện kể chi tiết các hoạt động của con trai trưởng thành của Murphy khi còn là sinh viên đại học, bao gồm các cáo buộc về việc uống rượu khi chưa đủ tuổi và hành vi mất trật tự. Đáp lại, gia đình Murphy đã đưa ra một tuyên bố nói rằng NJ.com nên xấu hổ vì đã đánh mất tính toàn vẹn của báo chí để theo đuổi chủ nghĩa giật gân rẻ tiền mà không quan tâm đến sự thật hay tác hại gây ra. Vào ngày 04 tháng 3 năm 2020, Phil Murphy đã trải qua cuộc phẫu thuật ở thành phố New York để loại bỏ khối u ung thư trong thận của mình. Ông đã bình phục hoàn toàn ngay sau đó.